# Akçakoca
Akçakoca là một huyện thuộc tỉnh Düzce, Thổ Nhĩ Kỳ. Huyện có diện tích 440 km² và dân số thời điểm năm 2007 là 36944 người, mật độ 84 người/km².